# Neurotoxicidade
Neurotoxicidade ocorre quando a exposição a substâncias tóxicas naturais ou artificiais, chamadas neurotoxinas, altera a atividade normal do sistema nervoso de tal forma que causa danos ao tecido nervoso. Tal pode, eventualmente, levar à morte dos neurónios, células-chave que transmitem e processam sinais no cérebro e noutras partes do sistema nervoso. A neurotoxicidade pode resultar da exposição a substâncias usadas em quimioterapia, radioterapia, farmacoterapia, consumo de certas drogas, e transplantes de órgãos, bem como exposição a metais pesados, certos alimentos e aditivos alimentares, pesticidas, solventes industriais ou usados em produtos de limpeza, cosméticos, e algumas substâncias de ocorrência natural. Os sintomas podem surgir imediatamente após a exposição ou ser retardados. Podem incluir fraqueza muscular, parestesia, perda de memória, visão ou raciocínio, comportamentos obsessivos e/ou compulsivos, alucinações, dores de cabeça, problemas cognitivos e comportamentais e disfunção sexual. Indivíduos que sofrem de certas doenças podem ser especialmente vulneráveis às neurotoxinas.
O nome implica o envolvimento de uma neurotoxina, embora o termo 'neurotóxico' possa ser usado com sentido mais lato para descrever estados que se sabe causarem dano cerebral físico mas nos quais não foi identificada qualquer neurotoxina óbvia.
O termo neurotóxico é usado para descrever uma substância, condição ou estado que danifica o sistema nervoso e/ou cérebro, usualmente por causar a morte de neurónios.
Em alguns casos o grau ou o tempo de exposição podem ser críticos, com algumas substâncias a tornarem-se neurotóxicas apenas em certas doses ou períodos de tempo. Algumas das toxinas cerebrais de ocorrência natural mais comuns que produzem neurotoxicidade como resultado da dosagem excessiva são: beta-amiloide, glutamato e radicais de oxigénio. Quando presentes em altas concentrações podem causar neurotoxicidade e morte celular (apoptose). Alguns dos sintomas que resultam da morte celular incluem: perda de controlo motor, deterioração cognitiva e disfunção do sistema nervoso autónomo. Adicionalmente, descobriu-se que a neurotoxicidade é uma causa principal das doenças neurodegenerativas com a doença de Alzheimer.
Muitas outras substâncias podem ser consideradas neurotóxicas. A ATSDR (Agência de Registro de Substâncias Tóxicas e Doenças, Estados Unidos) classifica dezenas de metais pesados e semi-metais como prejudiciais ao sistema nervoso. Entre eles estão o cádmio, mercúrio, chumbo, zinco, arsênio, manganês e lítio. Muitos destes metais atravessam a barreira hematoencefálica com facilidade, afetando de forma direta o encéfalo. Os elementos citados podem ser encontrados de forma natural ou através do uso antropogênico.